# Zruč nad Sázavou
Zruč nad Sázavou (dt. Srutsch an der Sasau) ist eine Stadt in der Region Středočeský kraj (Tschechien) mit 4.799 Einwohnern, die auf einer Fläche von 1628 Hektar leben (Stand 1. Januar 2014).

## Geografie
Zruč liegt etwa 30 Kilometer südöstlich von Prag entfernt, im Želivka-Hügelland an der Sázava. Die Meereshöhe beträgt 344 m ü. M.

## Geschichte
Die erste schriftliche Überlieferung stammt aus dem Jahr 1334. Man vermutet jedoch, dass die Besiedlung schon im 11. Jahrhundert, nach dem Bau des Klosters in Sázava, erfolgte. Die ersten bekannten Besitzer waren die Adeligen Hermann und Graf von Kolowrat. 1553 kauft Jiří Kalenic z Kalenic das Dorf. Unter diesem Adelsgeschlecht erlebte der Ort den ersten Aufschwung, bis er schließlich 1651 zu Stadt erhoben wurde. Während des Dreißigjährigen Krieges kam es zum Zerfall und das Dorf erlebte in den Folgejahren einen regen Wechsel der Besitzer. 1834 begann man mit dem Umbau des Schlosses. Ende des 19. Jahrhunderts kam es zum neuerlichen Aufschwung und der Ort wurde an das Straßen- und Schienennetz angeschlossen. Industrie, wie der Schuhhersteller Bata, siedelte sich an.
Beim Ortsteil Nesměřice wurde in den 1970er Jahren die Želivka gestaut. Die Talsperre Švihov dient der Trinkwasserversorgung des Großraumes Prag. Am Staudamm befindet sich das interaktive Museum Vodní dům („Wasserhaus“).
Miloš Forman drehte Die Liebe einer Blondine im Ort.

## Ortsgliederung
Die Stadt Zruč nad Sázavou besteht aus den Ortsteilen Domahoř (Domhorsch), Dubina (Eichendorf), Želivec (Kleinseelau), Nesměřice (Nesmeritz) und Zruč nad Sázavou (Srutsch an der Sasau) sowie der Ortslage Nová Zruč (Neu Srutsch).

## Sehenswürdigkeiten
- Neugotisches Schloss mit einem Schlosspark (1828)
- Kreuzerhöhungskirche (1150)
- Friedhofskapelle des Heiligen Jakub des Größeren (1852)
- Kapelle des Hl. Joseph
- Evangelische Kirche (1936)

## Persönlichkeiten
- Petr Linhart (* 29. Mai 1990 in Zruč nad Sázavou), Handballspieler